# Jean Antoine de Collaert
Jean Antoine de Collaert, né le 13 juin 1761 à Blehen en Belgique et mort le 17 juin 1816 à Bruxelles, est un général belge du Premier Empire.

## Biographie
Il commence sa carrière comme lieutenant au régiment de Donceel au service de l’Autriche en 1778. Il passe ensuite au service des Provinces-Unies et continue sa carrière comme officier de la République batave, puis du roi Louis de Hollande. Le 13 juillet 1795, il est affecté au régiment de hussards bataves, avec lequel il fait la campagne de Hollande de 1799. Il combat à Bergen le 19 septembre 1799, à Alkmaar le 2 octobre et à Castricum le 6 octobre. En 1800, il sert en Allemagne et est blessé le 24 novembre à Aschaffenbourg. Le 18 juillet 1803, il est nommé colonel du régiment de hussards bataves. Il est promu major-général le 7 mars 1806 et nommé colonel-général des gardes du roi le 8 mai 1807. Il est mis en disponibilité le 3 août de l'année suivante.

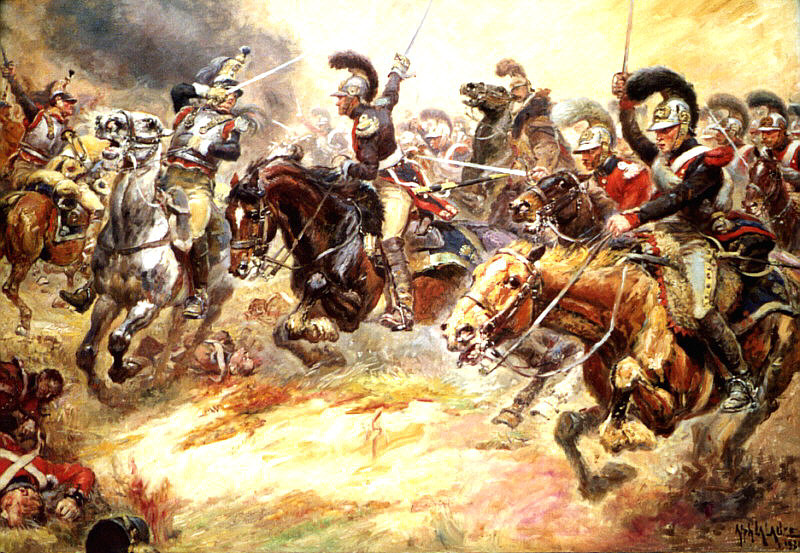
La division de cavalerie néerlandaise du général Collaert à Waterloo, par Alphonse Lalauze.

Lors de l’annexion du royaume de Hollande par Napoléon, Collaert entre au service de la France comme général de brigade le 2 janvier 1811. Il est alors affecté à la 1re brigade de la 4e division de cavalerie et est fait grand-croix de l’ordre de la réunion le 22 février 1812. En 1813, il est transféré à la Grande Armée en Allemagne, où il participe aux batailles de Lützen le 2 mai et de Bautzen les 20 et 21 mai. Il est fait chevalier de la Légion d’honneur le 14 juillet 1813 puis officier de cet ordre le 8 janvier 1814. Il participe à la campagne de France et se distingue notamment à la bataille de Mormant le 17 février.
Le roi Louis XVIII le fait chevalier de Saint-Louis le 16 août 1814 et lui accorde son renvoi de l’armée française le 3 mars 1815. De retour dans son pays, il devient major-général de cavalerie le 26 mars 1815 avant d'être nommé général de division le 21 avril. Il commande la division de cavalerie néerlandaise à la bataille de Waterloo le 18 juin 1815. Peu après la bataille le 8 juillet, il est fait commandeur de l’ordre militaire de Guillaume. Il meurt le 17 juin 1816, des suites de sa blessure au pied reçue à la bataille de Waterloo.

## Sources
- http://www.napoleon-series.org/research/frenchgenerals/c_frenchgenerals8.html
- Thierry Pouliquen, « Les généraux français et étrangers ayant servis [sic] dans la Grande Armée » (consulté le 21 juillet 2013)
- Dictionnaire historique et biographique de la Révolution et de l'Empire, 1789-1815, éd. 1899
- Hippolyte Vigneron, La Belgique militaire, E. Renier, janvier 1856, 426 p. (lire en ligne), p. 337.

- Notice dans un dictionnaire ou une encyclopédie généraliste :   - Biografisch Portaal van Nederland